# Орлов, Сергей Сергеевич (комик)
Серге́й Серге́евич Орло́в (род. 23 июня 1993, Депутатский, Якутия) — российский стендап-комик. Победитель в номинации «Новые медиа» от журнала Forbes (2022).

## Биография

### Ранние годы
Родился на Крайнем Севере 23 июня 1993 года в якутском посёлке Депутатский. Будущего комика назвали в честь отца, который скончался от передозировки героином, когда Сергею было три года. Мать в скором времени после смерти мужа вышла замуж за бывшего одноклассника, который был влюблен в неё ещё со школы. 
Переехав после школы в Якутск и поступив в институт по специальности юрист, он начал выступать в клубах, вёл свадьбы и корпоративы, работал в пресс-службе городской администрации посёлка. Орлов был одним из организаторов первого в Якутии «Северного Stand Up клуба», где с другими комиками совершенствовал своё мастерство. Ушёл из вуза после 2 курса, решив, что на юмористическом поприще достигнет большего.

### Карьера
В 2017 году завёл канал на Youtube и начал выкладывать свои выступления. Летом 2018 года Сергей принял участие и победил в комедийном фестивале «Панчлайн» в номинации «Лучший сольный концерт». После победы переехал в Москву, где почти сразу попал в «Stand Up Club #1» и начал выступать со стендапом.

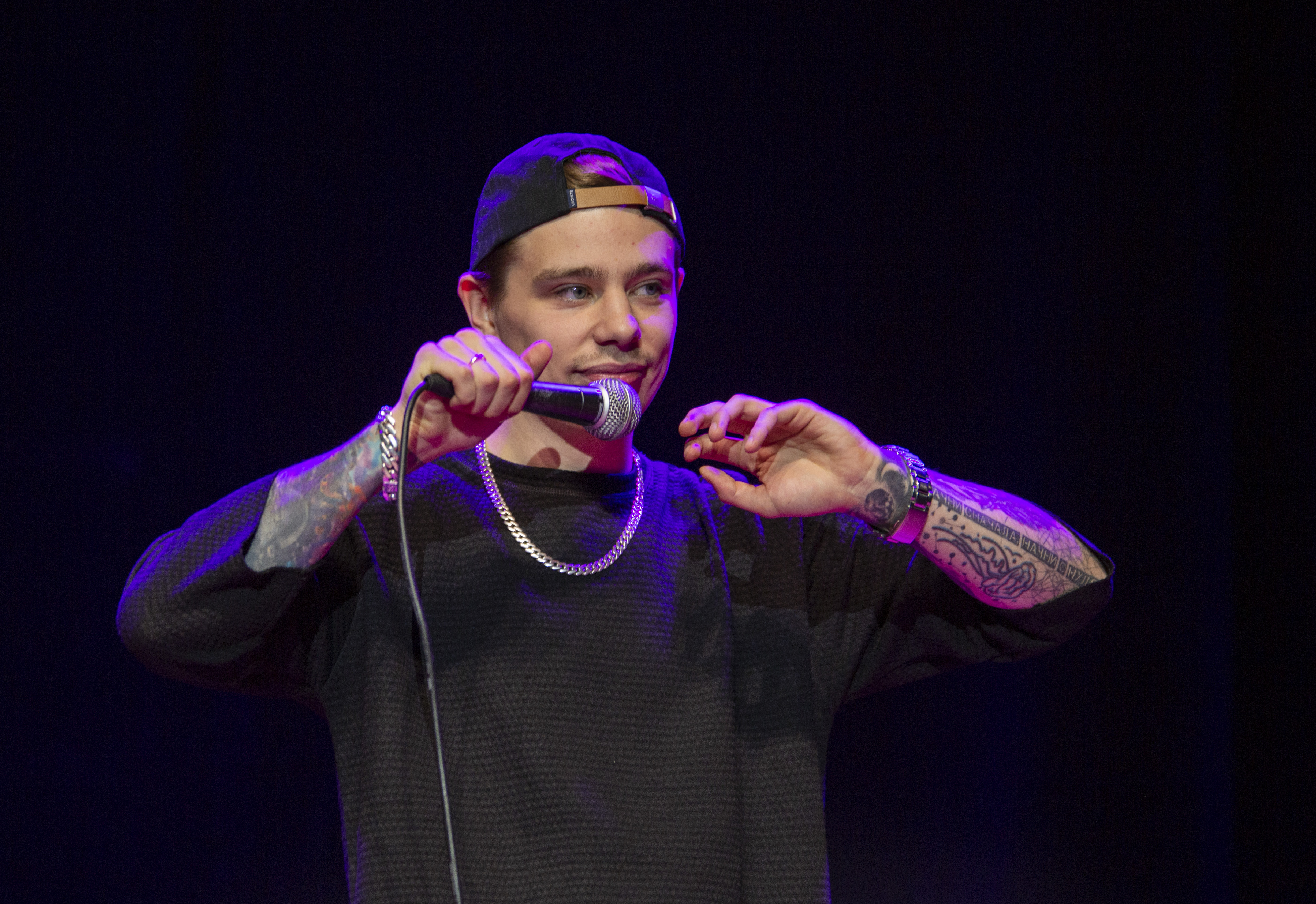
Сергей Орлов. Выступление в Израиле. 2022

В мае 2020 года выступал со стендапом на шоу «Вечерний Ургант».
В 2022 году победил в номинации «Новые медиа» от журнала Forbes. В конце января отправился в тур по России, выступления с которого загружал на свой Youtube-канал.
В середине августа 2022 года Орлов презентовал 3-й по счёту сольный концерт «Самозванец», который отдельные зрители охарактеризовали как «психотерапию общества». Также Сергей стал ведущим нового сезона юмористического шоу Roast Battle, сменив на этом посту Алексея Щербакова.

## Личная жизнь
Женат, воспитывает падчерицу Олесю. С будущей женой Анастасией Сергей познакомился в Якутске. Спустя два месяца отношений сделал ей предложение. Сейчас Орловы живут в Москве – Анастасия работает в клинике.

## Награды и номинации
| Год  | Премия | Номинация               | Результат | Ист.  |
| ---- | ------ | ----------------------- | --------- | ----- |
| 2022 | Forbes | «30 до 30: Новые медиа» | Победа    | [ 7 ] |

## Творчество
Сергей в своём стендапе много рассказывает о жизни в российской глубинке, поэтому комика часто называют «народным».

## Концерты
| Год  | Название                   | Примечание |
| ---- | -------------------------- | ---------- |
| 2021 | «Генетическая провинция»   |            |
| 2021 | «Артист»                   |            |
| 2022 | «Самозванец»               |            |
| 2023 | «Человек с головою собаки» |            |
| 2024 | «Благие намерения»         | [2]        |